# Магнітопорошковий метод дефектоскопії

Магніто-люмінесцентна дефектоскопія. Тестовий елемент в ультрафіолетовому світлі.

Магнітопорошковий метод дефектоскопії є поширеним методом магнітної дефектоскопії. 

## Загальний опис
При використанні методу магнітопорошкової дефектоскопії (МПД) на намагнічену деталь наноситься магнітний порошок або магнітна суспензія, що представляє собою дрібнодисперсну суспензію магнітних частинок в рідині. Частинки ферромагнітного порошку, що потрапили в зону дії магнітного поля розсіювання, притягуються і осідають на поверхні поблизу місць розташування несплошностей. Ширина смуги, по якій відбувається осідання магнітного порошку, може значно перевищувати реальну ширину дефекту. Внаслідок цього навіть дуже вузькі тріщини можуть фіксуватися за осілим частинкам порошку неозброєним оком. Реєстрація отриманих індикаторних малюнків проводиться візуально або за допомогою пристроїв обробки зображення.
Магнітопорошковий метод неруйнівного контролю регламентується наступними вітчизняним та зарубіжними стандартами
Європейські стандарти:
EN ISO 9934-1 Неруйнівний контроль. Магнітопорошковий контроль. Частина 1 Загальні принципи;
EN ISO 9934-2 Неруйнівний контроль. Магнітопорошковий контроль. Частина 2 Матеріали для виявлення;
EN ISO 12707 Червень 2000 Неруйнівний контроль. Термінологія - Терміни, іспользуемиев магнітопорошковому контролі;
EN ISO 3059 Неруйнівний контроль - Капілярний і магнітопорошковий контроль. Умови огляду;
ISO 3059 Неруйнівний контроль. Контроль методом проникаючих рідин і методом магнітних частинок. Умови спостереження;
ISO 9934 Неруйнівний контроль. Магнітопорошковий метод. Частина 3. Обладнання;
ASTM E 709-01 Стандартне керівництво по магнітопорошкової дефектоскопії;
ASTM E1444-05 Стандартна методика тестування за допомогою магнітопорошкової дефектоскопії.
Збільшення шорсткості поверхні зменшує чутливість та ефективність магнітопорошкового методу, так як порошок осідає на поверхня, в порах. 

## Область застосування
Магнітопорошковий метод застосовується для контролю виробів з феромагнітних матеріалів, що мають відносну магнітну проникність не менше 40 одиниць. Чутливість контролю даним методом залежить від різних чинників, в тому числі від магнітних характеристик досліджуваного матеріалу, форми, розмірів і шорсткості об'єкта контролю, напруженості прикладеного поля, розташування і орієнтації дефектів і властивостей магнітного порошку. Згідно ГОСТ 21105 встановлюються 3 умовних рівня чутливості (А, Б, В). Вони характеризуються мінімальною шириною розкриття і мінімальної протяжністю виявляється дефекту.

## Порядок проведення
Магнітопорошковий метод включає в себе наступні операції:
•	підготовка до контролю;
•	намагнічування;
•	нанесення дефектоскопічного матеріалу;
•	огляд поверхні і реєстрація індикаторних малюнків;
•	розмагнічування
Перед проведенням контролю виріб повинен бути зачищено від масла, окалини та інших забруднень. Підготовку поверхні для зменшення сил тертя здійснюють піскоструминної і механічною обробкою. Застосовується також ґрунтовка поверхні фарбами та лаками, що забезпечують необхідний контраст з порошком.
Для намагнічування і розмагнічування об'єктів контролю застосовуються стаціонарні або пересувні магнітні дефектоскопи. Дефектоскопи забезпечуються вимірювачами намагнічує струму, а також пристроями для огляду поверхні і реєстрації індикаторних картинок (вимірювальні лупи, мікроскопи, ендоскопи або автоматизовані системи отримання зображень). Використовуються різні види намагнічування: циркулярний, поздовжнє, комбіноване.
Магнітопорошковий метод контролю може здійснюватися двома різними способами. При застосуванні способу залишкової намагніченості Дефектоскопічний порошок наносять після зняття намагнічує поле. При застосуванні способу прикладеного поля операція намагнічування і нанесення порошку здійснюються одночасно. Вибір способу контролю залежить від магнітних властивостей матеріалу виробу і необхідної чутливості.
Застосовувані для контролю матеріали можуть мати різні відтінки (від світло-сірих і жовтуватих до червоно-коричневих і чорних) в залежності від кольору контрольованої поверхні. Магнітні порошки, на поверхню яких нанесено шар люмінофора, дозволяють підвищити чутливість методу.
Нанесення магнітного матеріалу здійснюють наступними способами:
- з використанням магнітного порошку (сухий спосіб);

- з використання магнітної суспензії (вологий спосіб);

- з використання магнітогумованої пасти

Сухий порошок рівномірно розподіляють на поверхні за допомогою розпилювачів або зануренням виробу в ємність з порошком. Суспензію наносять шляхом поливу або занурення вироби в ванну з суспензією. Зручні в користуванні аерозольні балончики, що містять суспензії магнітних матеріалів на водній або масляній основі.
Якість застосовуваних магнітних матеріалів оцінюється за методиками, наведеними в нормативній документації на їх поставку. Перед проведенням контролю якість готових порошків і суспензій визначається на контрольних (стандартних) зразках, що мають дефекти відомого розміру і атестованих в установленому порядку. За допомогою контрольних зразків також відпрацьовується технологія контролю в для досягнення заданої чутливості.
При проведенні контролю частки матеріалу намагнічуються і під дією результуючих сил утворюють скупчення у вигляді смужок (валиків). Після формування індикаторної картинки з осілого порошку здійснюється огляд контрольованого вироби. При візуальному огляді можуть бути використані оптичні пристрої, що дозволяють збільшити зображення. Рекомендується застосовувати комбіноване освітлення (місцеве і загальне).
При застосуванні люмінесцентних порошків огляд поверхні проводять при ультрафіолетовому опроміненні. Використовуються ультрафіолетові ліхтарі, лампи, а також індукційні джерела ультрафіолетового випромінювання.

## Переваги і недоліки методу
Переваги магнітопорошкового методу неруйнівного контролю полягають в його відносно невеликий трудомісткості, високої продуктивності і можливості виявлення поверхневих і підповерхневих дефектів. За допомогою цього методу виявляються не тільки порожні несплошності, а й дефекти, заповнені чужорідною речовиною. Магнітопорошковий метод може бути застосований не тільки при виготовленні деталей, але і в ході їх експлуатації, наприклад, для виявлення втомних тріщин.
До недоліків методу можна віднести складність визначення глибини поширення тріщин в металі.
Іншими методами магнітної дефектоскопії є ферозондовий і магнітографічні методи.
Ферозондовий метод дефектоскопії заснований на реєстрації магнітних полів ферозондовими перетворювачами, в яких взаємодіють вимірюється поле і власне поле збудження.
У магнітографічному методі застосовується запис магнітних полів на магнітний носій запису (магнітну стрічку) з подальшим формуванням сигналограмми.